# 甘肃省博物馆
甘肃省博物馆（简称甘博），是位于中国甘肃省兰州市的一座综合性地志博物馆，2012年11月被国家文物局核定为国家一级博物馆。
该馆历史可追溯到1939年组建的甘肃省科学教育馆，是中国西部地区最早成立的综合性地志博物馆之一。
甘博拥有18个展厅，常设“甘肃彩陶”等5个常设主题展览，馆藏珍贵历史文物、自然标本共计35万余件，其中国宝级文物16件(组)，国家一级文物721件(组)，二级文物2637件(组)，三级文物48241件(组)，汇集了甘肃从远古时期到近现代的大量文化珍宝。

## 历史
该馆的前身是1939年组建的甘肃省科学教育馆，1945年改成國立甘肅科學教育館，1950年改称西北人民科学馆，1956年正式成立甘肃省博物馆。
2012年，甘肃省博物馆被国家文物局核定为第二批国家一级博物馆。

## 设施
甘肃省博物馆新展览大楼维修完毕、落成开馆，新展览大楼建筑面积28000平方米，其中藏品库房面积7600平方米，展厅面积约9000平方米，是集办公区、藏品库房区、展览区为一体的智能化建筑，具有多种现代化设施，实现全方位影像服务，大幅屏幕和电视触摸屏能提供大量彩色图文信息，供观众任意选择。同时开通的互联网国际网站，使甘肃省博物馆的文物收藏、研究、展示等信息实现了网络资源共享。甘肃省博物馆自2008年3月28起免费开放。甘肃省博物馆每周二至周日开放，开放时间是9:00-17:00（16:00停止入馆）；每周一闭馆（国家法定节假日除外）。

## 展览
新馆建成后，向社会推出“甘肃彩陶”、“甘肃丝绸之路文明”、“甘肃古生物化石”、“庄严妙相——甘肃佛教艺术”、“红色甘肃——走向1949”五个常设主题展览，并在2007年和2011年分别荣获“第七届全国博物馆十大陈列展览精品奖”和“第九届全国博物馆十大陈列展览精品奖”。

## 馆藏
馆内收藏有历史文物、近现代文物、民族文物和古生物化石及标本约35万余件。甘肃省博物馆现藏来自考古发掘、征集和捐赠的各类藏品82000余件。其中国家一级文物744件（国宝16件）。最具特色的是彩陶、简牍文书和佛教艺术品。重要藏品有：
- 武威雷台汉墓出土铜奔马和车马阵
- 武威磨嘴子汉墓出土仪礼简
- 旱滩坡出土医药简
- 泾川唐大云寺舍利金棺
- 敦煌藏经洞北宋淳化二年《报父母恩重经变》绢画

### 藏品图集

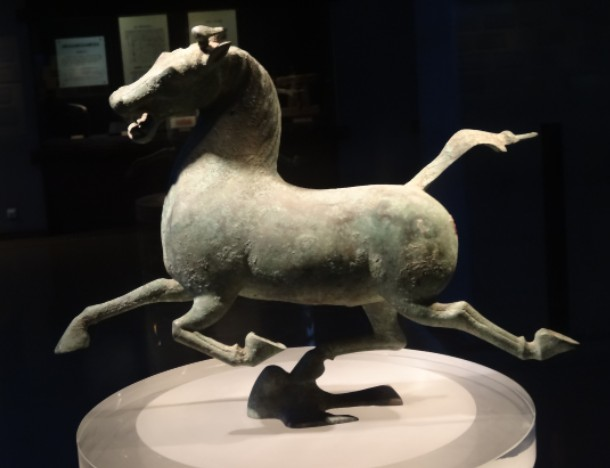
铜奔马，中国国宝级文物，1969年出土于甘肃省武威雷台墓。
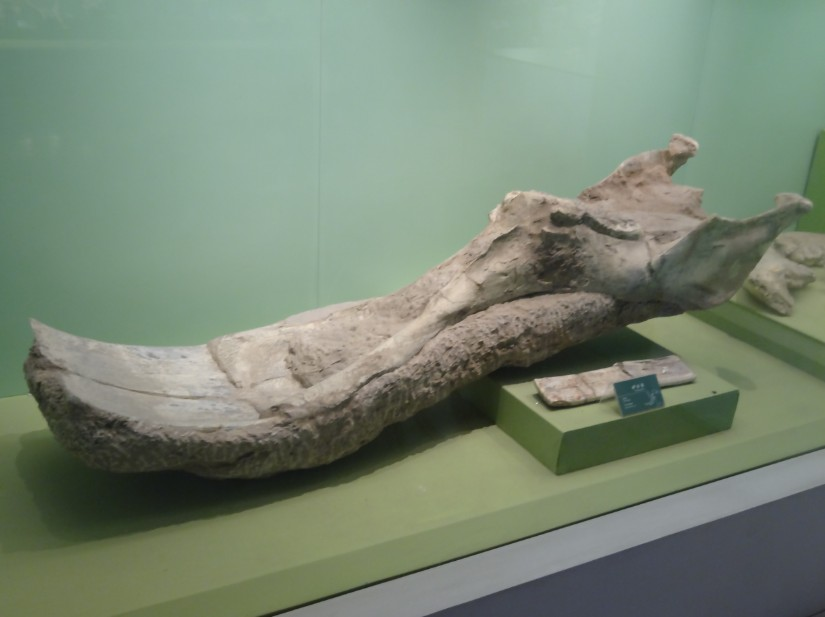
铲齿象下颌
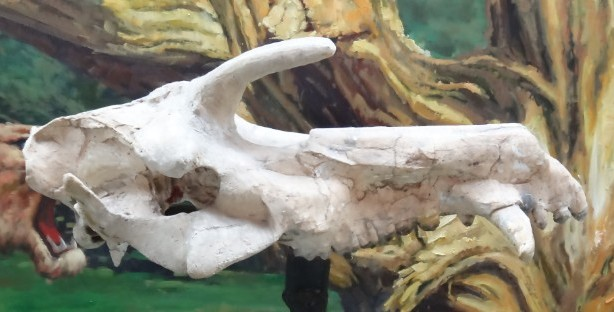
蓝田库班猪头骨化石
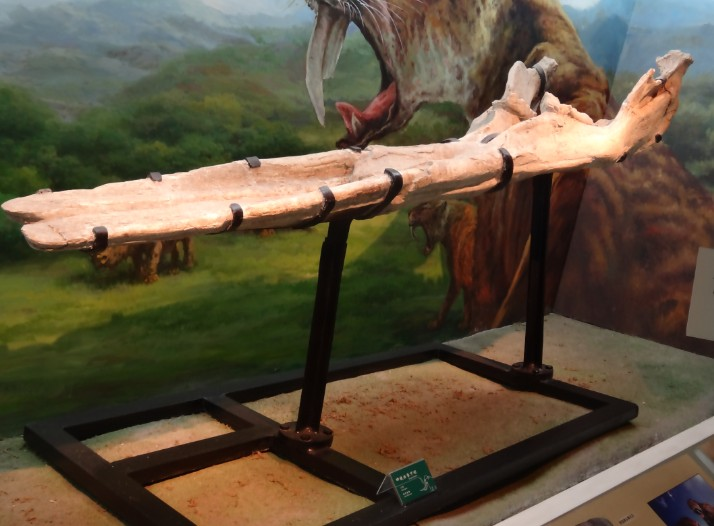
四棱齿象下颌
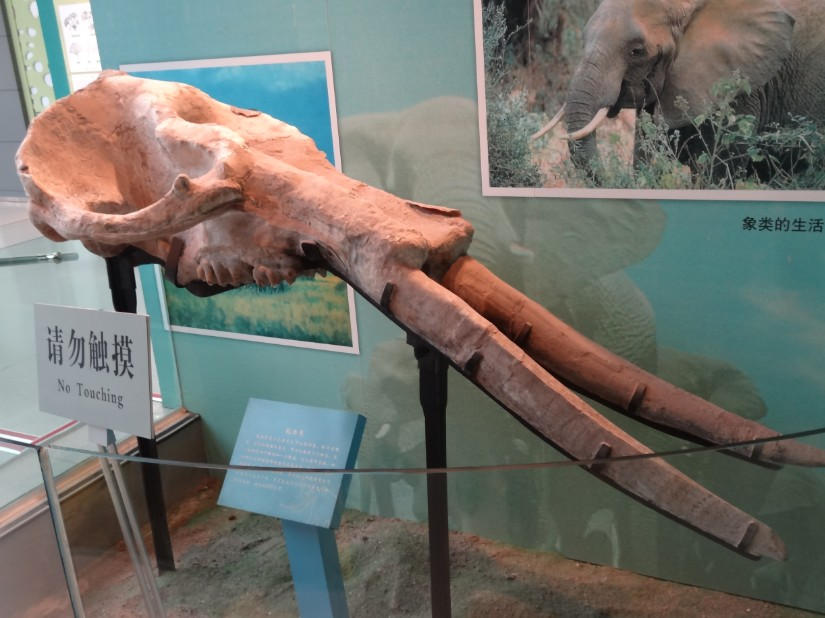
轭齿象头骨
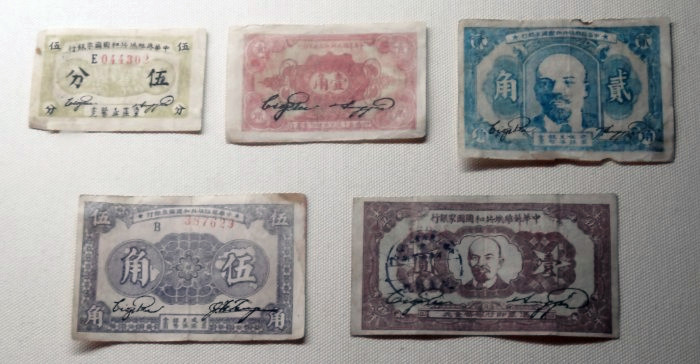
中华苏维埃共和国国家银行纸币

## 参观
博物馆位于兰州市西津西路3号，在开馆日每天上、下午为观众提供两次免费讲解，分别是9:30和15:00开始，观众可以提前在大厅一楼西侧的“讲解服务台”集中等候，博物馆提供全天收费讲解和收费语音导览仪。